# Галка (Волгоградская область)
Галка — село в Камышинском районе Волгоградской области, в составе Верхнедобринского сельского поселения. Расположено на правом берегу Волги в 51 км к северо-востоку от города Камышина.
Основано как немецкая колония в 1764 году.
Население — 207 чел. (2010)

## Название
Название Галка колония получила от реки Галка, впадающей в Волгу севернее устья реки Кулалинка. По указу от 26 февраля 1768 года о наименованиях немецких колоний получила название Усть-Кулалинка, по реке Кулалинка. Также была известна под названием Майерхефер (нем. Meierhöfer).

## История
Основано 19 августа 1764 года. Основатели – 54 семьи из Швеции, Саксонии, Дурлаха, Вюртемберга и Дармштадта.  До 1917 года входила в состав Усть-Кулалинского колонистского округа, после 1871 года Усть-Кулалинской волости, Камышинского уезда, Саратовской губернии.
Село относилось к Усть-Кулалинскому евангелическому приходу, образованному в 1768 году в числе первых 11 протестантских приходов. Деревянная церковь святого Петра и Павла была построена в 1880 году; в 1892 году отстроена заново. Часть жителей были баптисты.
С 1770 года действовала церковно-приходская школа. В 1874 году открыта земская школа
В 1857 году земельный фонд составлял 3143 десятины, в 1910 году — 11475 десятин. Во второй половине XIX века использовалась четырёхпольная система полевого хозяйства. Имелось несколько водяных мельниц
После установления советской власти немецкое село сначала Нижне-Иловлинского района Голо-Карамышского уезда Трудовой коммуны (Области) немцев Поволжья, с 1922 года — Каменского, а с 1935 года — Добринского кантона Республики немцев Поволжья; административный центр Галкского сельского совета .
В голод 1921 года родилось 70 человек, умерло – 152.
В 1927 году постановлением ВЦИК "Об изменениях в административном делении Автономной С.С.Р. Немцев Поволжья и о присвоении немецким селениям прежних наименований, существовавших до 1914 года" селу Усть-Кулалинка Каменского кантона возвращено название Галка.

В сентябре 1941 года немецкое население села было депортировано на восток.

## Физико-географическая характеристика
Село находится на северо-востоке Камышинского района в пределах Приволжской возвышенности, являющейся частью Восточно-Европейской равнины, на западном берегу Волгоградского водохранилища. Рельеф местности пересечённый. Восточный склон Приволжской возвышенности, круто обрывающийся к Волге, расчленён многочисленными балками и оврагами. Высота над уровнем моря - 19 метров. В окрестностях населённого пункта распространены каштановые почвы. Почвообразующие породы - глины и суглинки.
По автомобильным дорогам расстояние до административного центра сельского поселения села Верхняя Добринка - 12 км,до районного центра города Камышин - 51 км, до областного центра города Волгоград - 240 км, до города Саратов - 170 км.
Часовой пояс
Галка, как и вся Волгоградская область, находится в часовой зоне МСК (московское время). Смещение применяемого времени относительно UTC составляет +3:00.

## Население
| 2002 |
| ---- |
| 209  |

| 1767  | 1773  | 1788  | 1798  | 1816  | 1834  | 1850  | 1859  | 1886  |
| ----- | ----- | ----- | ----- | ----- | ----- | ----- | ----- | ----- |
| 195   | ↗240  | ↗285  | ↗380  | ↗669  | ↗1298 | ↗1845 | ↗1987 | ↘1818 |
| 1897  | 1905  | 1911  | 1920  | 1922  | 1926  | 1931  | 2010  |       |
| ↗1915 | ↗3157 | ↗3472 | ↘2139 | ↘1810 | ↗2037 | ↗2333 | ↘207  |       |